# Валядолид
Валядолѝд (на испански: Valladolid) е град в Северозападна Испания, център на едноименната провинция и столица на автономната област Кастилия и Леон.
По население е на 13-о място в страната и на 88-о в Европейската общност с 319 943 жители при преброяването от 2006 г.

## Събития
Във Валядолид се провежда един от най-важните испански филмови фестивали — SEMINCI (Седмица на международното кино).

## Спорт
Футболният отбор на града се казва Реал Валядолид, участник в испанската Примера Дивисион.

## Побратимени градове
- Бостън, САЩ
- Лил, Франция
- Ловеч, България
- Морелия, Мексико
- Орландо, САЩ
- Флоренция, Италия